# Tulostoma subsquamosum
Tulostoma subsquamosum är en svampart som beskrevs av Long & S. Ahmad 1947. Tulostoma subsquamosum ingår i släktet Tulostoma och familjen Agaricaceae.   Inga underarter finns listade i Catalogue of Life.